# Раміз Джунейд
Раміз Джунейд (англ. Rameez Junaid; нар. 25 травня 1981) — колишній австралійський тенісист.
Найвищу одиночну позицію світового рейтингу — 293 місце досяг 20 жовтня 2008, парну — 62 місце — 20 квітня 2015 року.
Здобув 1 парний титул.
Найвищим досягненням на турнірах Великого шолома було 2 коло в парному розряді.

## Фінали турнірів ATP за кар'єру

### Парний розряд: 2 (1–1)
| Легенда                                     |
| Турніри Великого шлему (0–0)                |
| Фінали Світового туру ATP (0–0)             |
| Серія Мастерс 1000 Світового Туру ATP (0–0) |
| Серія 500 Світового туру ATP (0–0)          |
| Серія 250 Світового туру ATP (1–1)          |

| Фінали за покриттям |
| Тверде (0–0)        |
| Ґрунт (1–1)         |
| Трава (0–0)         |
| Килим (0–0)         |

| Результат | Ранг | Дата     | Турнір              | Покриття | Партнер        | Суперники                   | Рахунок          |
| --------- | ---- | -------- | ------------------- | -------- | -------------- | --------------------------- | ---------------- |
| Поразка   | 0–1  | Лип 2014 | Гштад, Швейцарія    | Ґрунт    | Міхал Мертиняк | Андре Бегеманн Робін Гаасе  | 3–6, 4–6         |
| Перемога  | 1–1  | Кві 2015 | Касабланка, Марокко | Ґрунт    | Аділ Шамасдін  | Роган Бопанна Флорін Мерджа | 3–6, 6–2, [10–7] |

## Фінали челленджерів і ф'ючерсів

### Одиночний розряд: 9 (3–6)
| Легенда (одиночний розряд) |
| -------------------------- |
| Тур ATP Челленджер (0–1)   |
| Тур ITF Ф'ючерс (3–5)      |

| Титули за покриттям |
| ------------------- |
| Тверде (2–4)        |
| Ґрунт (1–2)         |
| Трава (0–0)         |
| Килим (0–0)         |

| Результат | В-П | Дата     | Турнір                         | Рівень     | Покриття | Суперник          | Рахунок       |
| --------- | --- | -------- | ------------------------------ | ---------- | -------- | ----------------- | ------------- |
| Перемога  | 1–0 | Чер 2003 | Канада F1, Місісага            | Ф'ючерс    | Тверде   | Френк Данцевич    | 6–2, 3–6, 6–3 |
| Поразка   | 1–1 | Тра 2005 | Чехія F1, Мост                 | Ф'ючерс    | Ґрунт    | Ладіслав Храмоста | 3–6, 2–6      |
| Поразка   | 1–2 | Вер 2006 | Велика Британія F13, Ноттінгем | Ф'ючерс    | Тверде   | Мартін Фішер      | 3–6, 3–6      |
| Поразка   | 1–3 | Бер 2007 | Австралія F3, Сейл             | Ф'ючерс    | Ґрунт    | Васіліс Мазаракіс | 6–4, 2–6, 2–6 |
| Поразка   | 1–4 | Кві 2007 | ОАЕ F2, Дубай                  | Ф'ючерс    | Тверде   | Люк Соренсен      | 1–6, 2–6      |
| Перемога  | 2–4 | Тра 2007 | Польща F1, Катовиці            | Ф'ючерс    | Ґрунт    | Ян Мінарж         | 2–6, 7–5, 6–2 |
| Поразка   | 2–5 | Гру 2007 | Тасманія, Австралія            | Челленджер | Тверде   | Ейлун Джонс       | 0–6, 1–6      |
| Поразка   | 2–6 | Бер 2008 | Нова Зеландія F1, Веллінгтон   | Ф'ючерс    | Тверде   | Колін Ебелтіт     | 2–6, 1–6      |
| Перемога  | 3–6 | Бер 2009 | Нова Зеландія F1, Норт-Шор     | Ф'ючерс    | Тверде   | Адам Фіні         | 6–3, 6–3      |

### Парний розряд: 73 (37–36)
| Легенда (парний розряд)    |
| -------------------------- |
| Тур ATP Челленджер (26–29) |
| Тур ITF Ф'ючерс (11–7)     |

| Титули за покриттям |
| ------------------- |
| Тверде (13–10)      |
| Ґрунт (22–24)       |
| Трава (2–0)         |
| Килим (0–2)         |

| Результат | В-П   | Дата     | Турнір                           | Рівень     | Покриття   | Партнер              | Суперники                              | Рахунок                    |
| --------- | ----- | -------- | -------------------------------- | ---------- | ---------- | -------------------- | -------------------------------------- | -------------------------- |
| Поразка   | 0–1   | Лют 2004 | Бахрейн F1, Манама               | Ф'ючерс    | Тверде     | Джеймс Окленд        | Марко К'юдінеллі Урос Віко             | 4–6, 1–6                   |
| Поразка   | 0–2   | Лют 2005 | Австралія F1, Вуллонгонг         | Ф'ючерс    | Тверде     | Адам Хадай           | Адам Фіні Джоел Керлі                  | 7–5, 3–6, [11–13]          |
| Перемога  | 1–2   | Кві 2005 | Австралія F4, Frankston          | Ф'ючерс    | Ґрунт      | Джей Салтер          | Садік Кадір Роберт Смітс               | 6–4, 7–6(7–4)              |
| Перемога  | 2–2   | Лип 2005 | Німеччина F6, Трір               | Ф'ючерс    | Ґрунт      | Маркус Шиллер        | Дастін Браун Себастьян Рішик           | 6–0, 6–4                   |
| Перемога  | 3–2   | Вер 2005 | Франція F14, Плезір              | Ф'ючерс    | Тверде (i) | Філіпп Маркс         | Ерік Буторак Кріс Дрейк                | 7–5, 6–4                   |
| Перемога  | 4–2   | Кві 2006 | Велика Британія F5, Бат          | Ф'ючерс    | Тверде (i) | Тобіас Клеменс       | Джеймс Окленд Річард Блумфілд          | 6–7(5–7), 6–2, 6–3         |
| Поразка   | 4–3   | Кві 2006 | Франція F7, Анже                 | Ф'ючерс    | Ґрунт (i)  | Джозеф Сіріанні      | Домінік Коен Євген Корольов            | 2–6, 4–6                   |
| Поразка   | 4–4   | Лип 2006 | Німеччина F7, Кассель            | Ф'ючерс    | Ґрунт      | Філіпп Маркс         | Геро Кречмер Клінтон Томсон            | 6–7(5–7), 2–6              |
| Поразка   | 4–5   | Вер 2006 | Німеччина F15, Кемптен           | Ф'ючерс    | Ґрунт      | Філіпп Маркс         | Мартін Фішер Філіпп Освальд            | 3–6, 6–1, 6–7(1–7)         |
| Поразка   | 4–6   | Вер 2006 | Велика Британія F13, Ноттінгем   | Ф'ючерс    | Тверде     | Давід Клір           | Ніл Бамфорд Джим Мей                   | 4–6, 6–7(5–7)              |
| Поразка   | 4–7   | Лют 2007 | Тасманія, Австралія              | Челленджер | Тверде     | Джозеф Сіріанні      | Натан Гілі Роберт Смітс                | 6–7(7–9), 4–6              |
| Перемога  | 5–7   | Бер 2007 | Австралія F4, Лайнем             | Ф'ючерс    | Ґрунт      | Васіліс Мазаракіс    | Карстен Болл Дейн Фернандез            | 6–3, 6–4                   |
| Перемога  | 6–7   | Кві 2007 | ОАЕ F1, Дубай                    | Ф'ючерс    | Тверде     | Айсам-уль-Хак Куреші | П'єрр-Людовік Дюкло Адам Фіні          | 6–4, 6–3                   |
| Перемога  | 7–7   | Кві 2007 | ОАЕ F2, Дубай                    | Ф'ючерс    | Тверде     | Айсам-уль-Хак Куреші | П'єрр-Людовік Дюкло Антал ван дер Дейм | 6–1, 6–3                   |
| Поразка   | 7–8   | Тра 2007 | Польща F1, Катовиці              | Ф'ючерс    | Ґрунт      | Васіліс Мазаракіс    | Каміл Чапкович Марек Сем'ян            | 0–6, 5–7                   |
| Перемога  | 8–8   | Вер 2007 | Велика Британія F18, Ноттінгем   | Ф'ючерс    | Тверде     | Деніел Кінґ-Тернер   | Девід Брюер Ієн Фланаґан               | w/o                        |
| Перемога  | 9–8   | Лис 2007 | Австралія F9, Happy Valley       | Ф'ючерс    | Тверде     | Джозеф Сіріанні      | Каден Генсел Адам Габбл                | 4–6, 6–4, [11–9]           |
| Перемога  | 10–8  | Гру 2007 | Брисбен, Австралія               | Челленджер | Тверде     | Деніел Кінґ-Тернер   | Карстен Болл Адам Фіні                 | 3–6, 7–6(7–3), [10–8]      |
| Перемога  | 11–8  | Лют 2008 | Австралія F2, Беррі              | Ф'ючерс    | Трава      | Рафаел Дюрек         | Меттью Ебден Дейн Фернандез            | w/o                        |
| Поразка   | 11–9  | Кві 2008 | Пусан, Корея, Rep.               | Челленджер | Тверде     | Адам Фіні            | Рік де Вуст Лукаш Кубот                | 3–6, 3–6                   |
| Перемога  | 12–9  | Лип 2008 | Лугано, Швейцарія                | Челленджер | Ґрунт      | Філіпп Маркс         | Маріано Худ Едуардо Шванк              | 7–6(9–7), 4–6, [10–7]      |
| Перемога  | 13–9  | Лип 2008 | Схевенінген, Нідерланди          | Челленджер | Ґрунт      | Філіпп Маркс         | Матве Мідделкоп Мелле ван Ґемерден     | 5–7, 6–2, [10–6]           |
| Поразка   | 13–10 | Сер 2008 | Женева, Швейцарія                | Челленджер | Ґрунт      | Філіпп Маркс         | Даніель Коллерер Франк Мозер           | 6–7(5–7), 6–3, [8–10]      |
| Перемога  | 14–10 | Вер 2008 | Алфен, Нідерланди                | Челленджер | Ґрунт      | Філіпп Маркс         | Барт Бекс Матве Мідделкоп              | 6–3, 6–2                   |
| Поразка   | 14–11 | Вер 2008 | Любляна, Словенія                | Челленджер | Ґрунт      | Філіпп Маркс         | Хуан Пабло Бжезіцькі Маріано Худ       | 5–7, 6–7(4–7)              |
| Поразка   | 14–12 | Вер 2008 | Баня-Лука, Боснія і Герцеговина  | Челленджер | Ґрунт      | Філіпп Маркс         | Аттіла Балаж Амір Хадад                | 5–7, 2–6                   |
| Перемога  | 15–12 | Кві 2009 | Афіни, Греція                    | Челленджер | Ґрунт      | Філіпп Маркс         | Джессі Гута Ґалунґ Руї Мачадо          | 6–4, 6–3                   |
| Перемога  | 16–12 | Тра 2009 | Карлсруе, Німеччина              | Челленджер | Ґрунт      | Філіпп Маркс         | Томаш Беднарек Айсам-уль-Хак Куреші    | 7–5, 6–4                   |
| Перемога  | 17–12 | Тра 2010 | Пусан, Корея, Rep.               | Челленджер | Тверде     | Александер Пея       | П'єрр-Людовік Дюкло Ян Цзунхуа         | 6–4, 7–5                   |
| Перемога  | 18–12 | Чер 2010 | Фюрт, Німеччина                  | Челленджер | Ґрунт      | Дастін Браун         | Мартін Еммріх Джозеф Сіріанні          | 6–3, 6–1                   |
| Поразка   | 18–13 | Лип 2010 | Схевенінген, Нідерланди          | Челленджер | Ґрунт      | Філіпп Маркс         | Франко Феррейро Харш Манкад            | 4–6, 6–3, [7–10]           |
| Поразка   | 18–14 | Вер 2010 | Щецин, Польща                    | Челленджер | Ґрунт      | Філіпп Маркс         | Дастін Браун Рогір Вассен              | 4–6, 5–7                   |
| Перемога  | 19–14 | Вер 2010 | Ізмір, Туреччина                 | Челленджер | Тверде     | Франк Мозер          | Джеймі Дельгадо Джонатан Маррей        | 6–2, 6–4                   |
| Перемога  | 20–14 | Жов 2010 | Сеул, Корея, Rep.                | Челленджер | Тверде     | Франк Мозер          | Вашек Поспішил Аділ Шамасдін           | 6–3, 6–4                   |
| Поразка   | 20–15 | Лис 2010 | Зальцбург, Австрія               | Челленджер | Тверде (i) | Франк Мозер          | Александер Пея Мартін Сланар           | 6–7(1–7), 3–6              |
| Перемога  | 21–15 | Тра 2011 | Швеція F3, Бостад                | Ф'ючерс    | Ґрунт      | Оскар Сабате-Бретос  | Патрік Брюдольф Мілош Секулич          | 3–6, 7–6(8–6), [10–4]      |
| Перемога  | 22–15 | Чер 2011 | Фюрт, Німеччина                  | Челленджер | Ґрунт      | Франк Мозер          | Хорхе Агілар Хуліо Сесар Кампосано     | 6–2, 6–7(2–7), [10–6]      |
| Поразка   | 22–16 | Лип 2011 | Схевенінген, Нідерланди          | Челленджер | Ґрунт      | Садік Кадір          | Колін Ебелтіт Адам Фіні                | 4–6, 7–6(7–5), [7–10]      |
| Перемога  | 23–16 | Кві 2012 | Сен-Бріє, Франція                | Челленджер | Ґрунт (i)  | Лауринас Грігеліс    | Стефан Робер Лоран Рошетт              | 1–6, 6–2, [10–6]           |
| Поразка   | 23–17 | Кві 2012 | Неаполь, Італія                  | Челленджер | Ґрунт      | Ігор Зеленай         | Лауринас Грігеліс Алессандро Мотті     | 4–6, 4–6                   |
| Поразка   | 23–18 | Чер 2012 | Фюрт, Німеччина                  | Челленджер | Ґрунт      | Пурав Раджа          | Арно Бругес Даві Жуан Соуза            | 5–7, 7–6(7–4), [9–11]      |
| Поразка   | 23–19 | Лип 2012 | Схевенінген, Нідерланди          | Челленджер | Ґрунт      | Зімон Штадлер        | Антал ван дер Дейм Бой Вестергоф       | 4–6, 7–5, [7–10]           |
| Перемога  | 24–19 | Лип 2012 | Познань, Польща                  | Челленджер | Ґрунт      | Зімон Штадлер        | Адам Габбл Німа Рошан                  | 6–3, 6–4                   |
| Перемога  | 25–19 | Вер 2012 | Алфен, Нідерланди                | Челленджер | Ґрунт      | Зімон Штадлер        | Зімон Гройль Баштіан Кніттель          | 4–6, 6–1, [10–5]           |
| Поразка   | 25–20 | Жов 2012 | Ташкент, Узбекистан              | Челленджер | Тверде     | Франк Мозер          | Андре Бегеманн Мартін Еммріх           | 7–6(7–2), 6–7(2–7), [8–10] |
| Поразка   | 25–21 | Лис 2012 | Ортізеї, Італія                  | Челленджер | Килим      | Міхаель Кольманн     | Кароль Бек Рік де Вуст                 | 3–6, 4–6                   |
| Поразка   | 25–22 | Кві 2013 | Рим, Італія                      | Челленджер | Ґрунт      | Мартін Еммріх        | Андреас Бек Мартін Фішер               | 6–7(2–7), 0–6              |
| Перемога  | 26–22 | Чер 2013 | Фюрт, Німеччина                  | Челленджер | Ґрунт      | Колін Ебелтіт        | Крістіан Гаррісон Майкл Вінус          | 6–4, 7–5                   |
| Перемога  | 27–22 | Сер 2013 | Ліберець, Чехія                  | Челленджер | Ґрунт      | Тім Пюц              | Колін Ебелтіт Лі Сіньхань              | 6–0, 6–2                   |
| Перемога  | 28–22 | Сер 2013 | Меербуш, Німеччина               | Челленджер | Ґрунт      | Франк Мозер          | Дастін Браун Філіпп Маркс              | 6–3, 7–6(7–4)              |
| Перемога  | 29–22 | Вер 2013 | Комо, Італія                     | Челленджер | Ґрунт      | Ігор Зеленай         | Марко Груньйола Стефано Янні           | 7–5, 7–6(7–2)              |
| Перемога  | 30–22 | Вер 2013 | Сібіу, Румунія                   | Челленджер | Ґрунт      | Філіпп Освальд       | Джеймі Дельгадо Джордан Керр           | 6–4, 6–4                   |
| Поразка   | 30–23 | Тра 2014 | Гайльбронн, Німеччина            | Челленджер | Ґрунт      | Джессі Гута Ґалунґ   | Андре Бегеманн Тім Пюц                 | 3–6, 3–6                   |
| Перемога  | 31–23 | Чер 2014 | Nottingham Open, Велика Британія | Челленджер | Трава      | Майкл Вінус          | Рубен Бемельманс Ґо Соеда              | 4–6, 7–6(7–1), [10–6]      |
| Поразка   | 31–24 | Лип 2014 | Брауншвейг, Німеччина            | Челленджер | Ґрунт      | Міхал Мертиняк       | Андреас Сільєстрем Ігор Зеленай        | 5–7, 4–6                   |
| Поразка   | 31–25 | Бер 2015 | Шербур, Франція                  | Челленджер | Тверде (i) | Аділ Шамасдін        | Андреас Бек Ян Мертл                   | 2–6, 6–3, [3–10]           |
| Поразка   | 31–26 | Кві 2015 | Раанана, Ізраїль                 | Челленджер | Тверде     | Аділ Шамасдін        | Мате Павич Майкл Вінус                 | 1–6, 4–6                   |
| Перемога  | 32–26 | Сер 2015 | Меербуш, Німеччина               | Челленджер | Ґрунт      | Дастін Браун         | Веслі Колгоф Матве Мідделкоп           | 6–4, 7–5                   |
| Поразка   | 32–27 | Жов 2015 | Монс, Бельгія                    | Челленджер | Тверде (i) | Ігор Зеленай         | Рубен Бемельманс Філіпп Пецшнер        | 3–6, 1–6                   |
| Перемога  | 33–27 | Кві 2016 | Сен-Бріє, Франція                | Челленджер | Тверде (i) | Андреас Сільєстрем   | Джеймс Серретані Антал ван дер Дейм    | 5–7, 7–6(7–4), [10–8]      |
| Поразка   | 33–28 | Кві 2016 | Турин, Італія                    | Челленджер | Ґрунт      | Матеуш Ковальчик     | Андрей Мартін Ганс Подліпнік Кастільйо | 6–4, 6–7(3–7), [10–12]     |
| Поразка   | 33–29 | Кві 2017 | Франкавілла, Італія              | Челленджер | Ґрунт      | Кевін Кравіц         | Юліан Ноул Ігор Зеленай                | 6–3, 2–6, [7–10]           |
| Поразка   | 33–30 | Тра 2017 | Острава, Чехія                   | Челленджер | Ґрунт      | Лукаш Росол          | Джіван Недунчежіян Франко Шкугор       | 3–6, 2–6                   |
| Поразка   | 33–31 | Лип 2017 | Марбург, Німеччина               | Челленджер | Ґрунт      | Руан Рулофсе         | Максімо Гонсалес Фабрісіо Нейс         | 3–6, 6–7(4–7)              |
| Перемога  | 34–31 | Бер 2018 | Шеньчжень, КНР                   | Челленджер | Тверде     | Сє Чженбен           | Денис Молчанов Ігор Зеленай            | 7–6(7–3), 6–3              |
| Перемога  | 35–31 | Тра 2018 | Гайльбронн, Німеччина            | Челленджер | Ґрунт      | Давід Пел            | Кевін Кравіц Андреас Міс               | 6–2, 2–6, [10–7]           |
| Поразка   | 35–32 | Чер 2018 | Блуа, Франція                    | Челленджер | Ґрунт      | Сє Чженбен           | Фабрісіо Нейс Давід Веґа Ернандес      | 6–7(4–7), 1–6              |
| Перемога  | 36–32 | Вер 2018 | Стамбул, Туреччина               | Челленджер | Тверде     | Пурав Раджа          | Тимур Хабібулін Владислав Манафов      | 7–6(7–4), 4–6, [10–7]      |
| Поразка   | 36–33 | Вер 2018 | Б'єлла, Італія                   | Челленджер | Ґрунт      | Пурав Раджа          | Фабрісіо Нейс Давід Веґа Ернандес      | 4–6, 4–6                   |
| Перемога  | 37–33 | Жов 2018 | Флоренція, Італія                | Челленджер | Ґрунт      | Давід Пел            | Філіппо Бальді Сальваторе Карузо       | 7–5, 3–6, [10–7]           |
| Поразка   | 37–34 | Жов 2018 | Барселона, Іспанія               | Челленджер | Ґрунт      | Давід Пел            | Марсело Демолінер Давід Веґа Ернандес  | 6–7(3–7), 3–6              |
| Поразка   | 37–35 | Жов 2018 | Ісманінг, Німеччина              | Челленджер | Килим (i)  | Давід Пел            | Пурав Раджа Антоніо Шанчич             | 7–5, 4–6, [5–10]           |
| Поразка   | 37–36 | Кві 2019 | Мурсія, Іспанія                  | Челленджер | Ґрунт      | Андрій Василевський  | Маркус Даніелл Давід Марреро           | 4–6, 4–6                   |

## Часова шкала виступів на турнірах Великого шолому
| W | Ф | ПФ | ЧФ | #Р | КТ | К# | DNQ | A | NH |

| Турнір                                 | 2006 | 2007 | 2008 | 2009 | 2010 | 2011 | 2012 | 2013 | 2014 | 2015 | 2016 | SR     | В-П  |
| -------------------------------------- | ---- | ---- | ---- | ---- | ---- | ---- | ---- | ---- | ---- | ---- | ---- | ------ | ---- |
| Відкритий чемпіонат Австралії з тенісу | 1р   |      |      |      | 2р   | 1р   |      |      | 1р   | 1р   | 1р   | 0 / 6  | 1–6  |
| Відкритий чемпіонат Франції з тенісу   |      |      |      |      |      |      |      |      | 1р   | 1р   |      | 0 / 2  | 0–2  |
| Вімблдонський турнір                   |      |      |      | 2р   |      |      | К1р  | 1р   | К1р  | 1р   | К2р  | 0 / 3  | 1–3  |
| Відкритий чемпіонат США з тенісу       |      |      |      |      |      |      |      |      | 1р   | 2р   |      | 0 / 2  | 1–2  |
| В-П                                    | 0–1  | 0–0  | 0–0  | 1–1  | 1–1  | 0–1  | 0–0  | 0–1  | 0–3  | 1–4  | 0-1  | 0 / 13 | 3–13 |